# Пиерия (1955)
„Пиерия“ (на гръцки: Πιερία, Пиерия) е гръцки вестник. Вестникът е основан в 1955 година. От началото на издаването си се разпространява в Катерини. Собственик е Христос Панайотис, а директор е Александрос Тиуфляс.